# Ludwig Gustav Heinzelmann
Ludwig Gustav Heinzelmann (28. september 1803 i Altona – 17. oktober 1861 sammesteds) var en holstensk overpræsident i Altona.
Han var en søn af landfoged J.C.F. Heinzelmann. 1827 tog han juridisk eksamen i Glückstadt, var i nogle år auskultant i Rentekammeret og blev 26. november 1833 herredsfoged i Vis Herred i Flensborg Amt. Året efter blev han assessor i regeringen på Gottorp Slot, 1846 regeringsråd og gik 1848 i samme egenskab ind under den provisoriske regering. Han hørte dog til dem, der ønskede overenskomst med den danske regering, og var i april-juni 1850 sammen med Reventlow-Farwe og syndikus Friedrich Christian Prehn i København for at forhandle om en sådan. Hans gentagne samtaler med J.N. Madvig om en overenskomst på grundlag af Slesvigs deling efter nationaliteterne førte dog ikke til noget. Heinzelmann har vel savnet energi til at overvinde sine medafsendingers modstand, forhandlingerne blev afbrudt 6. juni, og deputationen måtte rejse tilbage med uforrettet sag, hvorefter krigen på ny brød ud. Fra 2. februar 1851 til marts 1852 var han medlem af den øverste civilbestyrelse for Holsten under Adolf Blome, og 1852 blev han departementschef i Ministeriet for Hertugdømmerne Holsten og Lauenborg under Reventlow-Criminil, 1856 1. lærde og dirigerende borgmester i Altona og samme år overpræsident i samme by. 1855 udnævntes han til konferensråd, 1859 til Kommandør af Dannebrog. Han døde 17. oktober 1861, ugift. Som ivrig kunstven anlagde han en betydelig kobberstiksamling, der blev grundlaget for Den slesvig-holstenske Kunstforenings kobberstikkabinet.